# Luke Campbell
Pour les articles homonymes, voir Campbell.
Luke Campbell est un boxeur anglais né le 27 septembre 1987 à Kingston-upon-Hull.

## Carrière
Champion olympique aux Jeux de Londres en 2012, sa carrière amateur est également marquée par une médaille d'argent aux championnats du monde de Bakou en 2011 dans la catégorie poids coqs et par un titre européen à Liverpool en 2008. Passé dans les rangs professionnels en 2013, Campbell échoue de peu aux points face au champion WBA des poids légers Jorge Linares le 23 septembre 2017 puis plus nettement contre Vasyl Lomachenko, nouveau champion WBA et WBO de la catégorie, le 31 août 2019.

## Palmarès

### Jeux olympiques
- Médaille d'or en -56 kg aux Jeux de 2012 à Londres, Angleterre

### Championnats du monde de boxe
- Médaille d'argent en -56 kg en 2011 à Bakou, Azerbaïdjan

### Championnats d'Europe de boxe amateur
- Médaille d'or en -54 kg en 2008 à Liverpool,  Angleterre